# Черкаські козаки (ансамбль)
«Черкаські Козаки» — гурт козацької пісні створений у 1985 році. З 1992 по 1995 рік - ансамбль народної пісні і танцю. На сьогоднішній день - ансамбль патріотичної пісні.

## Історія ансамблю
Гурт створили брати Василь та Юрій Марштупи у селі Червона Слобода у 1985 році. Згодом справу підтримали патріотичні односельці, талановиті співаки та музиканти: В'ячеслав Новіков, Генадій Рижков, Володимир Батир, Микола Журба, Анатолій Бузько та Олександр Осіпов. Метою створення колективу було щире бажання учасників відродити та поширити козацьку славу, традиції, пісні та музику.

Після свого започаткування ансамбль давав концерти переважно на Черкащині, брав участь у різних патріотичних заходах виконуючи старовинні козацькі пісні під живий акомпанемент народних інструментів (баян, сопілка, кобза, бубон, тулумбаси).
У 1987 році колектив вперше поїхав закордон на гастролі до Акапулько та інших міст Мексики, щоб поширити козацьку славу за кордоном. Як розповідає Василь Марштупа, пропозицію гурт отримав від однієї із туристичних компаній, яка помітила колоритний козацький колектив і запропонувала подорож та свою підтримку.
У роки руху за Українську незалежність (1986—1991 рр.) до гурту продовжували приєднуватись співаки та музиканти. Колектив давав концерти та брав участь на фестивалях, виступав у Києві на Майдані Незалежності де їх помітив канадійський продюсер українського походження Леонід Олексюк. За підтримки Леоніда Олексюка у 1991 році ансамбль поїхав до США та Канади. За 4 місяці «ЧЕРКАСЬКІ КОЗАКИ» здійснили 2 тури навколо «Великих озер», відвідали понад 30 міст і дали більш як 50 концертів.
Одним із відомих учасників ансамблю був Микола Шапошник. Заслужений працівник культури України, письменник, композитор, гуморист, діяч українського козацького руху, один із відроджувачів українського козацтва, отаман Мамаївського куреня крайового отаманства Українського козацтва.
У 1992 році було прийнято рішення про підсилення ансамблю і додаткову організацію танцювального колективу. Відбулась зміна статусу колективу на «Ансамбль народної пісні та танцю».
«ЧЕРКАСЬКІ КОЗАКИ» записали декілька збірок пісень різного жанру (1991 р., 1992 р.). До збірок потрапили авторські пісні Степана Малюци, Миколи Шапошника, Юрія Марштупи, пісні на слова віршів Тараса Шевченка, Максима Гаптаря, Анатолія Бузька. Також були записані українські народні пісні, повстанські пісні, козацькі маршеві пісні, ліричні, тужливі, комедійні пісні та особисто виконані авторські гуморески Миколи Шапошника.
Третя збірка була записана у 1992 році та присвячена 50-річчю УПА. У цьому ж році, вже підсиленим складом, ансамбль знову поїхав на гастролі до США та Канади.

«ЧЕРКАСЬКІ КОЗАКИ» набули надзвичайної популярності! Деякі місцеві газети писали, що через аншлаг сотні людей не змогли потрапити на концерт до «ЧЕРКАСЬКИХ КОЗАКІВ». Як розповідають учасники ансамблю: «Подекуди люди приймали нас настільки щиро та радісно, що своїми оваціями та вигуками „на біс!“ не давали нам піти зі сцени ще 10-15 хвилин після завершення концерту!».
На концертах «ЧЕРКАСЬКИХ КОЗАКІВ» у Канаді та США були присутні онуки та правнуки легендарного лідера української національної ідеї — Степана Бандери. Також були присутні діти та дружина видатного українського бандуриста, поета, композитора, автора повстанського маршу «Гей, степами» і пісні «Виїзд на чужину» — Степана Малюци. «ЧЕРКАСЬКІ КОЗАКИ» особисто спілкувались з нащадками українських політичних та культурних діячів, а діти та дружина Степана Малюци навіть приїздили до України у 1993 році, на Черкащину, щоб провідати славетних «ЧЕРКАСЬКИХ КОЗАКІВ»!
Також згадують козаки, як одного разу на фестивалі у 1992 році, на Союзівці (Кергонксон, штат Нью-Йорк), їх пригощав горілкою сам Богдан Ступка! Він був дуже вражений рівнем майстерності танцюристів, які влаштували справжній фурор виконуючи козацькі танцювальні трюки прямо по середині ресторану, у якому відпочивали всі учасники фестивалю.
Через таку популярність ансамбль був повторно запрошений українською діаспорою до Канади та США у 1995 році. 6-го серпня, разом із заслуженою артисткою України Євгенією Крикун, «ЧЕРКАСЬКІ КОЗАКИ» взяли участь на щорічному українському фестивалі «Соняшник», головні заходи якого відбувались у містечку Уоррен, штат Мічиган. 
Перед поїздкою у 1995 році був записаний художній відео концерт. Місцем для зйомок обрали парк-пам'ятку садово-паркового мистецтва «Феофанія» у місті Київ.
Маршрут концертної програми залишився майже ідентичним до попередніх турів, які відбулись у 1991 і 1992 році: Нью-Джерсі (Passaic, South Bound Brook, Union), Пенсильванія (Philadelphia, Pittsburg, Scranton), Меріленд (Silver Spring), Нью-Йорк (Buffalo, Rochester, Syracuse, Binghamton, Glen Spey, Kerhonkson, Yonkers, New York City, Uniondale), Огайо (Youngstown, Cleveland), Іллінойс (Chicago), Мічиган (Detroit), Коннектикут (Hartford), Массачусетс (Boston), Вісконсин (Milwaukee), місто Вашингтон.

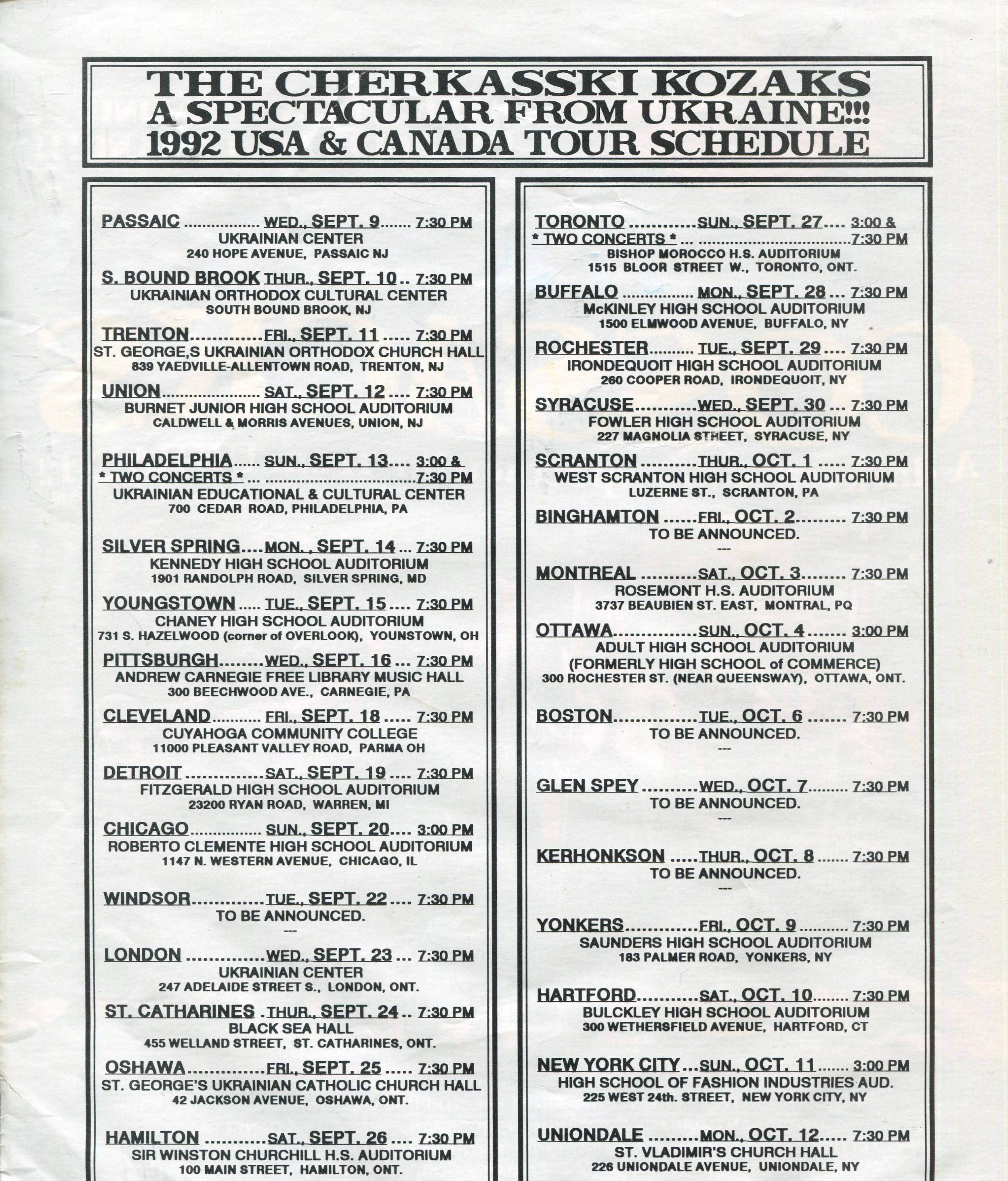

«ЧЕРКАСЬКІ КОЗАКИ» існують і донині як «ансамбль патріотичної пісні». Склад ансамблю змінився, але основа залишилась незмінною: Юрій Марштупа, Василь Марштупа та В'ячеслав Новіков. До них приєднались інші патріоти не байдужі до козацької слави. У 2014 році ансамбль ще раз їздив до США на гастролі. Оновленим складом «ЧЕРКАСЬКІ КОЗАКИ» продовжують виступати на фестивалях, заходах вшанування героїв Холодного Яру, патріотичних заходах та святкуваннях.
Ансамбль згадується у книзі «Черкащина козацька» випущена у видавництві «Бізнес-стиль» до 30-річчня незалежності України. Це перше презентаційно-іміджеве видання, що представляє Черкащину, як відомий козацький край.
Керівники
- Юрій Марштупа — мистецький та музичний керівник, основна фігура колективу. Заслужений діяч культури України[18], композитор, поет, автор пісень, музикант та аранжувальник.
- Василь Марштупа — організатор, ведучий концертів, музикант. Заслужений працівник культури України[1].

## Пісні
Ансамбль має широкий репертуар і налічує багато авторських і народних пісенних творів. 
Ось деякі із них:

Пісня "Гей, збирайтеся Черкаси", 1994 рік. Слова і музика Юрія Марштупи. Студійний запис 1995-го року.
Пісня "Вийшов місяць з-за лиману", 1994 рік. Слова і музика Юрія Марштупи. Студійний запис 1995-го року.
Пісня "Як у Цареграді", більш відома як "Хай живе вільна Україна!". 1989 рік. Слова Миколи Шапошника, музика Юрія Марштупи. Студійний запис 1991-го року.
Пісня "Лебедина розлука", 1990 рік. Слова і музика Юрія Марштупи. Виконують Василь і Юрій Марштупи. Студійний запис 1991-го року.

"ЧЕРКАСЬКІ КОЗАКИ" мають власний Ютуб канал "CHERKASKI KOZAKY". Тепер їх творчість доступна у цифровому форматі.